# Nicolae Gane

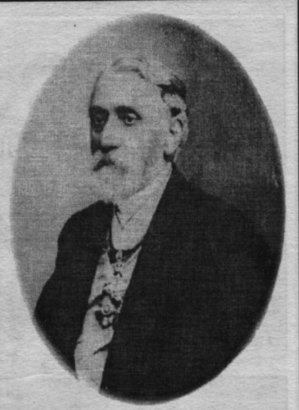
Nicolae Gane

Nicolae Gane (n. 1 februarie 1838, Fălticeni, Moldova – d. 16 aprilie 1916, Iași, România), cunoscut și ca Nicu Gane, a fost un scriitor și om politic român, care a fost ales ca membru titular al Academiei Române (în 1908).

## Biografie
Nicolae Gane s-a născut la data de 1 februarie 1838 în orașul Fălticeni, descendent al unei vechi familii boierești, fiind fiul postelnicului Matei Gane și al Ruxandrei Văsescu. A urmat școala primară la Fălticeni cu părintele Neofit Scriban, apoi se înscrie la pensionul francez al lui Louis Jordan din Iași, după care urmează științele juridice la Paris.
După revenirea în țară, Nicolae Gane a fost angajat secretar-translator al directorului general al închisorilor din Moldova (1857). În același an este numit ca judecător la Tribunalul Suceava, de unde este destituit din cauza manifestărilor prounioniste.
După Unirea țărilor române din anul 1859, revine în magistratură unde îndeplinește mai multe funcții: președinte al Tribunalului Suceava, membru al Curții de Întărituri Iași (1861), prefect al județului Suceava (1863) și ulterior al Dorohoiului, trece în anul 1864 ca judecător la Curtea de Apel din Focșani, de unde se transferă, în anul 1865, la instituția similară din Iași. Nicolae Gane devine membru al societății „Junimea” din Iași, publicând nuvele și poezii lirice în revista „Convorbiri literare”.
În anul 1867, Nicolae Gane este numit președinte de secție la Curtea de Apel Focșani, dar demisionează și se stabilește la Iași, unde încearcă să practice avocatura pentru care nu avea însă vocație. În anul 1868, este numit pentru o scurtă perioadă în funcția de procuror general pe lângă Curtea de Apel din Iași.
Intră în activitatea politică, fiind ales în anul 1870 ca deputat din partea grupării „junimiste” și prefect al județului Iași. Este ales de cinci ori primar al orașului Iași:
- 17 iunie 1872 –19 mai 1876;
- 27 aprilie - 23 iunie 1881;
- 4 iunie 1887 – 4 martie 1888;
- 19 noiembrie 1895 – 22 aprilie 1899;
- 11 iulie 1907 – 6 ianuarie 1911.

În calitate de primar, el s-a remarcat prin următoarele realizări:
- cel mai important proiect al său l-a reprezentat aducțiunea apei potabile la Iași din sursa Timișești, proiect pentru care a fost atacat în presa vremii.[2]
- a încheiat în anii 1872-1873 un contract de asfaltare și întreținere a străzilor și trotuarelor cu un englez pe nume W.O. Callender. Acest contract, care a fost aprobat de regele Carol I, prevedea că 25% din lucrare să fie plătită în numerar, iar restul în obligațiuni comunale, amortizabile în 15 ani, cu dobândă de 6% pe an.
- în perioada administrației sale, a fost întocmit un studiu asupra diverselor sisteme de tracțiune pentru realizarea transportului public urban. La data de 6 mai 1899, Gane a inaugurat Uzina Electrică Comunală, iar un an mai târziu începea exploatarea tramvaielor electrice.[2]
- a inaugurat, la 1 decembrie 1896, clădirea Teatrului Național din Iași.[2]

Devenit membru al Partidului Național Liberal în anul 1883, a fost ales de mai multe ori deputat și senator din partea acestei formațiuni politice. Este inițiat în francmasonerie și la 15 octombrie 1886 i se acordă gradul de Companion în Loja Steaua României din Iași, iar la 20 noiembrie același an, gradul de Maestru, în aceeași lojă.
Pentru o scurtă perioadă (1 - 20 martie 1888) a îndeplinit funcția de ministru al Agriculturii, Industriei, Comerțului și Domeniilor în Guvernul Ion C. Brătianu (4).
La data de 1 aprilie 1908 a fost ales ca membru titular al Academiei Române. Ulterior a fost și membru în comitetul de lectură al teatrului Național din Iași (1910-1916). Nicolae Gane a trecut în neființă la data de 16 aprilie 1916 în orașul Iași.

## Activitate publicistică
Nicolae Gane a scris proză cu tonalități romantice care evocă trecutul, viața patriarhală și aventurile cinegetice. Printre lucrările publicate de Nicolae Gane, menționăm următoarele:
- Domnița Ruxandra, [[Iași]], 1893
- Încercări literare, Iași, 1873
- Poezii, Iași, 1873
- Novele: vol. 1, 1899
- Novele: vol. 2, 1899
- Novele: vol. 3, 1899
- Poezii, Iași, 1886
- Poezii, Iași, 1893;
- Pagini răzlețe, Iași, 1901
- Zile trăite, Iași, 1903
- Păcate mărturisite, Iași, 1904
- Bogdan Petriceicu-Hasdeu: discurs rostit la 13 maiu (26 iunie) 1909
- Spice, București, 1909;
- Aliuță. Santa, București, 1916
- Petrea Dascălul, București, [1916];
- Amintiri (1848-1891), ediție îngrijită și introducere de I. Șiadbei, Craiova, 1942;
- Nuvele, ediție îngrijită de Teodor Vârgolici, prefață de Ștefan Cazimir, București, 1959;
- Comoara de pe Rarău, ediție îngrijită și prefață de Ilie Dan, București, 1971;
- Scrieri, ediție îngrijită de Ilie Dan, prefață de Ștefan Cazimir, București, 1979;
- Privighetoarea Socolei, Iași, 1990;
- Stejarul din Borzești, București, 1993.

### Traduceri ale cărților sale în alte limbi
- „Ruxandra hercegnő” („Domnița Ruxandra”), traducere în limba maghiară de János Péter, în: Vasárnap, nr. 12-13/1927, pp. 229—234 și 244—247.[4]

## Traduceri
- Divina comedie. Infernul, Ediția a 3-a
- F. M. Dostoievski- Demonii
- F. M. Dostoievski- Dublul

## In memoriam
Primul liceu înființat în Fălticeni în 1923 a fost numit Liceul „Nicu Gane”, denumit Colegiul Național „Nicu Gane” în 1999.